# San Agustín Mimbres
San Agustín Mimbres är en ort i kommunen Otzolotepec i delstaten Mexiko i Mexiko. Samhället hade 4 728 invånare vid folkräkningen 2020.